# Гессонит
Гессони́т, реже эссони́т (англ. Hessonite от др.-греч. ήσσων, меньше, ниже, слабее), также имеет массу тривиальных названий, самые известные из которых: кори́чный камень, оранжевый гроссуляр, восточный (цейлонский, ложный) гиацинт, гиацинто́ид — историческое название разновидности гранатов ювелирного качества из группы гроссуляров, обладающих узнаваемой коричневато-оранжевой или медово-жёлтой расцветкой, отдалённо напоминающей спессартины. Гессонит представляет собой твёрдый раствор, смесь гроссуляра и андрадита, окрашенную ионами железа, примерная формула: Ca3AlFe(SiO4)3.:31
Название гессонит по своему происхождению не является чисто минералогическим (научным). Оно возникло и укоренилось в среде ювелиров и торговцев драгоценными камнями, откуда постепенно проникло в разговорный и литературный язык, обозначая в самом широком смысле гранаты от коричневого до оранжево-желтоватого тона.:338 В европейской же минералогии до начала XX века в похожем значении употреблялся термин колофонит.

## Названия
По цвету и игре лучшие разности гессонита напоминают другой минерал — гиацинт и часто продавались под таким товарным названием с добавлением какого-либо уточняющего определения («восточный», «цейлонский», «калифорнийский», «ложный» и тому подобное), однако твёрдость гессонита значительно уступает таковой же у циркона и вообще он является разновидностью совсем другого минерала: граната или, точнее говоря, гроссуляра.
Историческое обиходное название гессонита в среде ювелиров и торговцев камнями произошло от постоянного сопоставления с гиацинтом и стало прямым следствием именно этой особенности: «hesson» означает «низший, меньший, слабый» (в другой версии даже «слабейший»).  Гессониты имеют репутацию самых хрупких из гранатитов, что понижает их цену. Вообще название гессонит пришло из международного словаря или жаргона профессионалов: ювелиров и торговцев драгоценными камнями. Жёлтые цейлонские гранаты они традиционно называли «гессонитами» или «эссонитами» («худшими» цирконами), имея в виду их слабость и хрупкость по сравнению с такими же по цветности гиацинтами.:338
Более корректным с научной точки зрения можно считать гессониты — железистой или просто оранжевой разновидностью гроссуляра. Название материнского минерала «гроссуляр» произведено от латинского названия крыжовника — grossularium — поскольку некоторые разности описываемого минерала имели характерный вид и светло-зелёный цвет, напоминающий ягоды крыжовника.
«Коричным камнем» гессониты называют за узнаваемый «коричный» цвет, преобладающий в самых известных и массовых гессонитах — цейлонских.:138 Отсюда же происходят и латинизированные названия: циннамоновый камень и циннамит.
По той же причине коричнево-жёлтые и медово-оранжевые разности имели также устаревшее название циннамоновый камень или циннамит. До середины XIX века этот минерал также встречался под названием колофонит, и считался одной из многих разновидностей венисы, а ещё ранее — бечета. 
Индийцы-буддисты и индуисты традиционно называли светлые гессониты жёлто-коричневого тона ногтями демона (бога) Вала.

## Свойства минерала
По химическому составу гессонит представляет собой комплексный силикат кальция и алюминия с примесью трёхвалентного железа Fe3+, придающего минералу узнаваемую красно-коричневую окраску тёплого тона.:55 В зависимости от количества, характера и состава примесей, встречаются разности со стеклянным, жирным и даже алмазным блеском, последние как раз и провоцировали традиционное сравнение гессонитов с цирконами (гиацинтами).
Гессонит образует кристаллы ромбододекаэдрической и тетрагонтриоктаэдрической формы, как правило, с присутствием отдельных сильно штрихованных граней. Спайность у кристаллов гессонита отсутствует или весьма несовершенная, минерал очень хрупкий, излом неровный или раковистый, симметрия гексаоктаэдрическая, сингония кубическая. В большинстве образцов минерал содержит массу примесей и мелких непрозрачных включений, в том числе, циркона, диопсида и апатита.:55 Последнее, как правило, не мешает качественной огранке. Твёрдость по шкале Мооса колеблется в диапазоне 6,5-7,5; плотность 6,5-8 г/см3.
Показатели преломления гроссуляров обычно колеблется в диапазоне от 1,741 до 1,748. Пропускаемый через гессониты световой луч при изучении его на спектроскопе обнаруживает не очёнь четкий спектр поглощения альмандина, что указывает на смешанную природу минерала. Дисперсия для интервала В — G умеренная и достигает 0,028.:338-339 Точнее всего можно определить гессониты как твёрдый раствор, смесь неравных частей гроссуляра и андрадита, окрашенный ионами железа в медово-жёлтый цвет.:30 В 1970-е годы, в процессе лабораторных работ по синтезу искусственных гранатов, был обнаружен также и гидрогроссуляр, представляющий собой твёрдый раствор между гидроандрадитом и гидрогроссуляром (гидрогессонит)...:52
При отсутствии отчётливого плеохроизма, тем не менее, для гессонита характерны эффектные модуляции цвета при разном освещении. Некоторые камни в зависимости от состояния атмосферы могут менять цвет от чистого жёлто-оранжевого или почти красного до коричневатого или бурого (заведомо смешанного). При электрическом свете расцветка гессонита выглядит эффектнее и ярче, чем при дневном свете, выдавая оттенки красного и сиреневого.
Колофонитами в ювелирной и торговой практике во второй половине XIX и в XX веке называли образцы гессонита, цветом и блеском похожие на канифоль.:138 Последнее определение цвета гессонитов, пожалуй, является самым точным.

## Образование

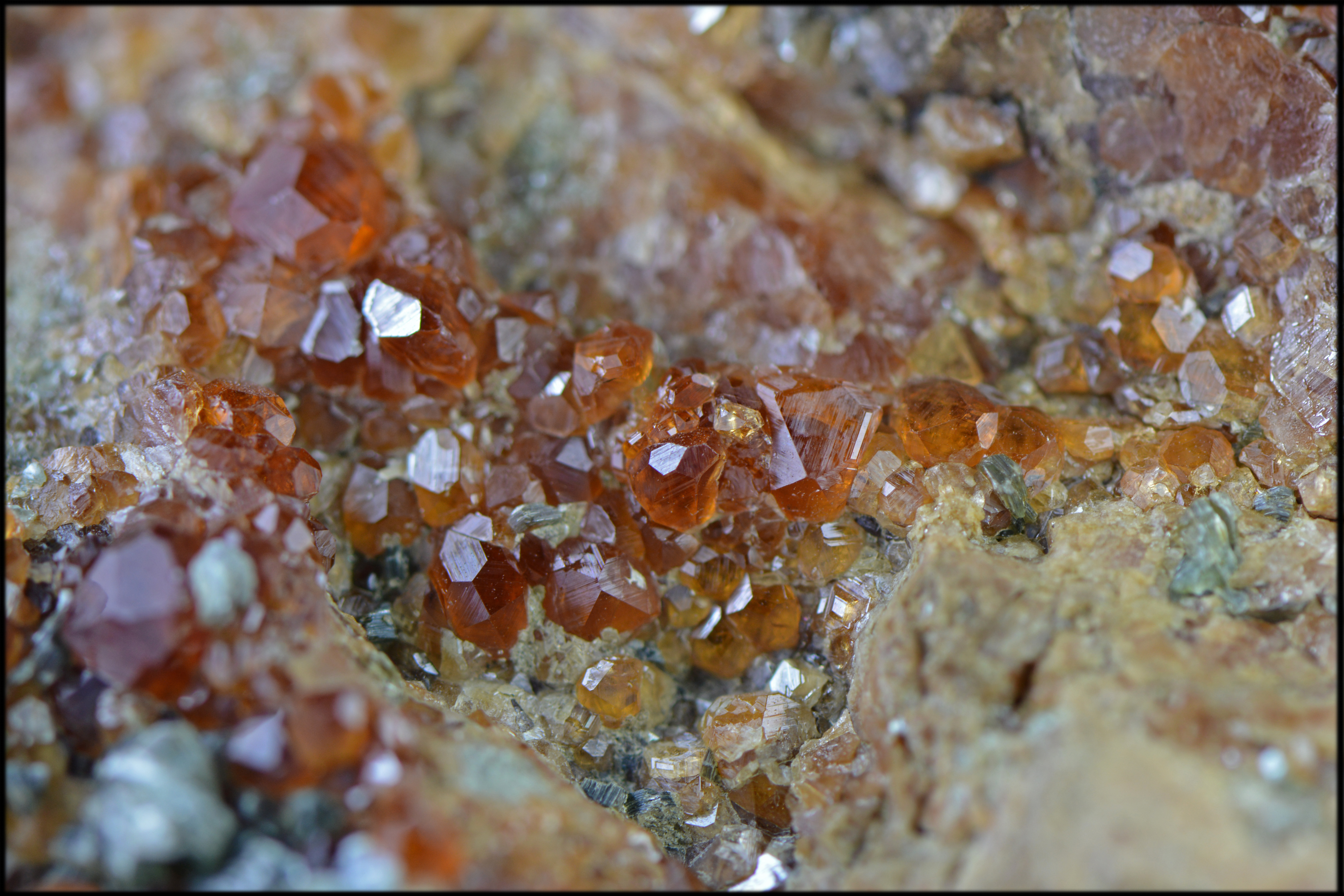
Гессонит (Италия)

Гессонит, как и другие гроссуляры, имеет ярко выраженное метаморфическое происхождение, в природе встречается в виде сращений хорошо сформированных кристаллов разных форм и размеров, часто в соседстве с материнскими породами: диопсидом, везувианом, доломитами и хлоритами. Образуется при метаморфическом изменении пород, богатых кальцием, к примеру, в зонах контакта с магматическими пластами.:57
Гессонит можно спутать с близкого тона цирконами, от которых отличаются более низкой твёрдостью, плотностью и анизотропией, а также с некоторыми другими красными или коричневатыми гранатами, особенно спессартином или альмандином. В гессонитах нередко наблюдаются мелкие включения диопсида, циркона и непрозрачных минералов.:55

## Месторождения
Месторождения гессонита находятся, прежде всего, в Шри-Ланке, а также на территории США, Канады, позднее они были обнаружены на Мадагаскаре, в Сибири и Бразилии. Кроме того, известны гессониты из Италии (Пьемонт, Лигурия), Индии, Германии и России (южноуральские). На международный рынок эти камни поступают также из горных районов Мексики.
Самые многочисленные и лучшие гессониты поступают из комплексных россыпей Шри-Ланки, где, по оценками геологов, слой, содержащий камни ювелирного качества, покрывает едва ли не 9/10 всей территории острова. Цвет гессонитов из этих россыпей оранжевый, красный, красно-оранжевый и коричневый.:107
В 1817—1818 годах на острове Паргас в южной Финляндии был обнаружен новый минерал, описанный финско-шведским минералогом, химиком и горным инженером Нильсом Норденшёльдом как ранее неизвестная разновидность колофонита (гессонита). Не отличаясь высоким качеством, хорошей игрой или крупными кристаллами, минерал был непрозрачным, просвечивая только по краям или в тонких сколах, и цвет также имел невзрачный: бурый или буро-красноватый до коричнево-розового. Названный в честь государственного канцлера России Н. П. Румянцева и не получив сколько-нибудь заметного применения, румянцовит просуществовал в качестве отдельной разновидности колофонита (гессонита) около 150 лет, пока не превратился в артефакт из истории минералогии. В геологическом музее им. В. И. Вернадского хранится образец румянцовита, массивный зернистый агрегат с кварцем (МН-15184) размером 8x8x3 из коллекции графа Румянцева.:220

## Применение

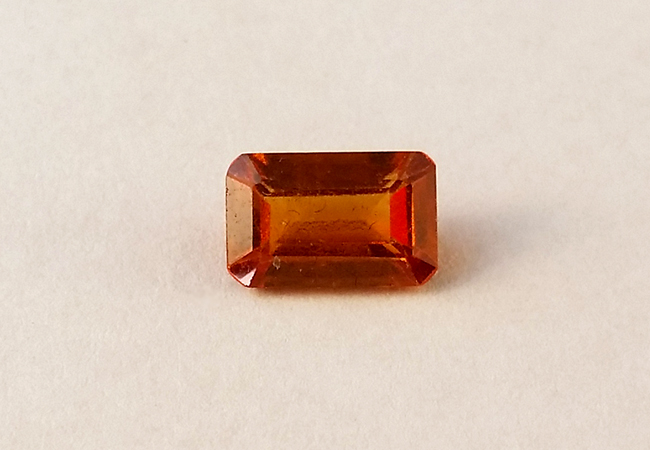
Ланкийский гессонит (огранка)

Обычно гессониты считаются ниже по качеству и ценности, чем другие гранаты, что связано с их хрупкостью, а также теми массовыми количествами, в котором происходит их добыча.:107
Обилие природного материала и лёгкость гессонита в обработке способствовала его широкому проникновению в быт. Первые украшения из гессонита появились ещё в античном мире. Скифы, греки и римляне широко пользовались амулетами, талисманами и декоративными поделками из этого камня. В более поздние времена гессонитом инкрустировали кухонную утварь и предметы домашнего обихода.
До середины XIX века гессониты были очень популярны в ювелирном деле. В музеях многих стран, прежде всего, находящихся на территории бывшего СССР, хранятся старинные ювелирные изделия, оклады икон и другие предметы церковной утвари, украшенные гессонитами старой огранки и высокого качества.:107 Затем, в конце XIX века на некоторое время мода на гессониты угасла, они были вытеснены новыми, более яркими самоцветами, имеющими более высокое качество или впечатляющую игру. Однако, к середине XX века поток недорогих ланкийских гессонитов снова сделал этот минерал популярным в массовом ювелирном производстве. До обнаружения африканского цаворита в 1970-х годах, гессонит оставался самой массовой, употребляемой разновидностью гроссуляра.
В 1990-х годах, когда на рынке возникла новая мода на более редкую, качественную и, как следствие, дорогую разновидность гранатов (спессартин), близкого оранжеватого оттенка, гессонит сделался более дешёвой заменой, благодаря чему частично восстановил свою прежнюю популярность на рынке ювелирного сырья. Благодаря яркой игре и особой цветности камня, некоторые образцы гранят в виде кабошона, что достаточно редко для прозрачных камней. На альмандинах и гессонитах иногда вырезают также камеи.:52 Издалека оранжевый цвет гессонита может восприниматься как красный, что также усиливает впечатление от ювелирных изделий со вставками гессонитов.:106